# Allée Andrée-Jacob
L'allée Andrée-Jacob est une allée piétonne située dans le 2e arrondissement de Paris, dans le quartier Vivienne.

## Situation et accès

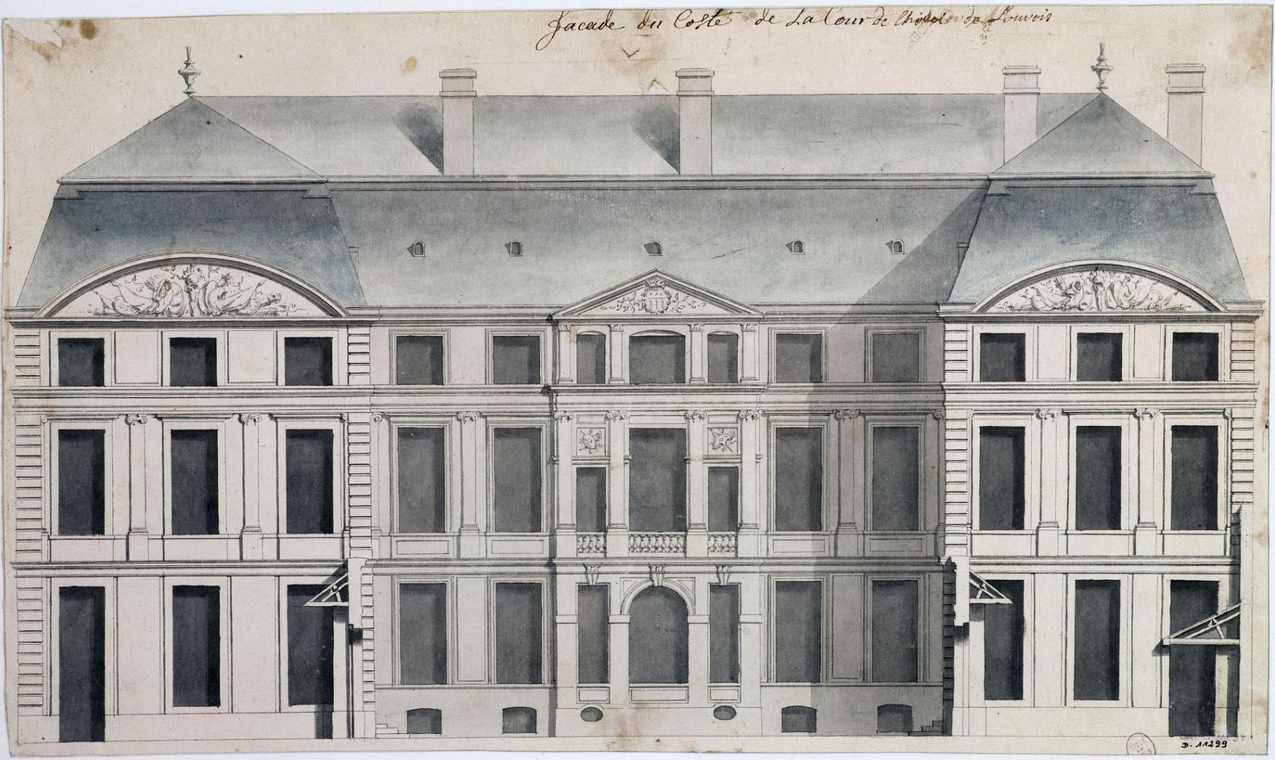
Façade de l'ancien hôtel de Louvois, vers 1718-1736 (dessin : Jean-Michel Chevotet).

L'allée est dans le square Louvois, espace vert central du quartier encadré par quatre voies :
- au nord : la rue de Louvois ;
- à l'est : la rue de Richelieu ; en face, se trouve le quadrilatère Richelieu, site de la Bibliothèque nationale de France ;
- au sud : la rue Rameau ;
- à l'ouest : la rue Lulli.

Ce site est desservi par la ligne 3 aux stations de métro Quatre-Septembre et Bourse.

## Origine du nom
L'allée a été nommée en hommage à Andrée Jacob, héroïne de la Libération de Paris, qui a libéré la Bibliothèque nationale de France le 17 août 1944. Elle se situe en face de l'entrée principale de la bibliothèque.

## Historique
Les allées du square Louvois sont nommées en mémoire du couple de résistantes Andrée Jacob et Éveline Garnier, inaugurées à l'occasion du 75e anniversaire de la Libération de Paris en août 2019.

## Bâtiments remarquables et lieux de mémoire
L'allée jouxte la fontaine Louvois composée de sculptures allégoriques qui représentent quatre grands fleuves et rivières français : la Seine, la Garonne, la Loire, et la Saône.
Dans l'enceinte du square a été dressée une plaque de verre commémorative qui rappelle le souvenir de dix enfants en bas âge du 2e arrondissement arrêtés par les nazis et envoyés à la mort. Parmi eux, trois enfants d'une même famille. Andrée Jacob et Éveline Garnier ont participé au sauvetage de nombreuses familles juives.

### Sources
- « Insecula » (consulté le 2 juillet 2008).
- Marie-Hélène Levadé (photogr. Hughes Marcouyeau), Les Fontaines de Paris : L'eau pour le plaisir, Paris et Bruxelles, Éditions Chapitre Douze, 2006, 592 p. (ISBN 978-2-915345-05-6), p. 82